# 胶莱河
胶莱河（英语：Jiaolai River）是中国山东省境内的一条河流，流经昌邑市、莱州市、高密市、诸城市、平度市、胶州市诸县市。胶莱河干流总长约130千米，流域面积5478.6平方千米。胶莱河在平度市万家镇姚家村分水岭为界南北分流，向北流入莱州湾，向南流入胶州湾。超过100平方公里的支流有泽河、淄阳河、白里河、昌平河、白沙河、三苗家、龙王河、现河、胶河、墨水河。胶莱河现在排水泄洪，但当地群众仍有运河、运粮河之称。
南胶莱河（即胶莱南河），长30公里，为流入大沽河的河道。
北胶莱河古称胶水，于平度市新河镇大苗家村出境流入莱州湾，干流全长100公里，主要支流有泽河、龙王河、现河和白沙河，流域面积3978.6平方公里。该河多年平均径流量为2.53亿立方米，多年平均含沙量为0.24公斤/立方米。

## 历史
元世祖时期为南粮北调接济京师，当时大运河尚未恢复开通，需要海运漕粮至京师。由于当时航海技术落后，航线贴近海岸线，在成山角由于风浪大易于漂没。因此于1280年开凿胶莱运河，莱人姚演被任命为总管，调益都、淄博、宁海兵万人、民夫万人开凿运河。1282年7月，自胶州陈村海口至掖县海仓口的主体工程初告竣工，南北两河联成一体。1283年，元世祖再令扩开，北引平度白沙河，南引平度南村东沽河，西导入运河，以壮水势。1285年，河道运粮水手军人达2万，船1000艘，岁运粮米60万石。因造船技术与航海技术的进步，海运航线逐步远离沿岸航行，1289年朝廷停止胶莱漕运，胶莱河废。
另据《明史》卷68《河渠志五·胶莱河条》有记载：“胶莱河，在山东平度州东南，胶州东北。源出高密县，分南北流。南流自胶州麻湾口入海，北流经平度州至掖县海仓口入海。议海运者所必讲也。至元十七年，莱人姚演献议开新河，凿地三百余里，起胶西县东陈村海口，西北达胶河，出海仓口，谓之胶莱新河。寻以劳费难成而罢。”由此可见，元代所谓开通胶莱河也只是动议，并没有真正付诸施工。
明嘉靖二十年（1541年）王献主持全面疏浚胶莱运河，引张鲁河、白河、现河、五龙河诸水，以增加胶莱运河的水势。同时建海仓口、新河、杨家圈、玉皇庙、周家、亭口、窝铺、吴家口、陈村九闸，以调节河道水位，并"置浮梁，建官署以守"。迄今现存九座水闸之一的用于连接石块用的铁锔扣（蝴蝶结形状，打成或铸成的锔子，用来固定两块石材防止被大水冲开）。据《明史》卷68《河渠志五·胶莱河条》有记载：王献开河，“由（胶州）麻湾抵（莱州）海仓才三百三十里，由淮安逾（胶州湾沿岸的）马壕抵直沽，才一千五百里，可免绕（成山角）海之险。元人尝凿此道，遇石而止。今凿马壕以趋麻湾，浚新河以出海仓，诚便。”王献“乃于（元朝）旧所凿地迤西七丈许凿之。其初土石相半，下则皆石，又下石顽如铁。焚以烈火，用水沃之，石烂化为烬。海波流汇，麻湾以通，长十有四里，广六丈有奇，深半之。由是江、淮之舟达于胶莱。逾年，复浚新河，水泉旁溢，其势深阔，设九闸，置浮梁，建官署以守。而中间分水岭难通者三十余里。时总河王以旗议复海运，请先开平度新河。帝谓妄议生扰，而献亦适迁去，于是工未就而罢。”可见，这次开河，虽然打通了胶州湾马家壕的岩石河段，但中间分水岭三十余里仍然未能开通。
| - 明万历《莱州府志》中的胶莱河总图左 - 明万历《莱州府志》中的胶莱河总图右 |

隆庆五年，給事中胡槚就胶莱运河事上奏：“（王）献所凿渠，流沙善崩，所引白河细流不足灌注。他若现河、小胶河、张鲁河、九穴、都泊皆潢污不深广。胶河虽有微源，地势东下，不能北引。诸水皆不足资。上源则水泉枯涸，无可仰给。下流则浮沙易溃，不能持久。扰费无益。”山东巡抚梁梦龙亦言：“献占执元人废渠为海运故道，不知渠身太长，春夏泉涸无所引注，秋冬暴涨无可蓄泄。南北海沙易塞，舟行滞而不通。”
平度姚家至窝铺段是南、北胶莱河的分水岭,河道顺直堤防齐正。洪水期南胶莱河水较大时流向北胶莱河,当北胶莱河水位高于南胶莱河的水位时,则流向南胶莱河;当南、北胶莱河同时涨水时则水流缓慢。降水量多的年月,因水泄滞缓,堤顶会出现漫溢的现象。
由于水患严重，1948年、1949年中华人民共和国成立前，山东共产党政府就两次组织疏浚了自分水岭以下的50里的北胶莱河道并对历来严重滞洪的杨家圈牛轭形大弯河道裁弯取直。1953年到1965年，连续进行了六次大规模的疏浚河道、加固堤坝。1973年至1976年，昌潍地区组织平度、昌邑、高密三县民工，合力疏凿加深加宽了下游河道，并在新河镇以西建立一座高大壮观的蓄水防（海）潮大闸，加上此时平度境内新开的排涝的人工河泽河完成，胶莱河流域得到了彻底治理。